# Amadeo's theater
Amadeo's theater is een voormalig theater in  de  Kroatische stad Zagreb. Dit theater werd opgericht in 1797 en is gesloten in 1834. De naam dankt het aan zijn oprichter Anton Amade de Varkony, een Hongaarse graaf en voornaam prefect van Zagreb. Het gebouw, waar tegenwoordig het Kroatisch Natuurwetenschappelijk Museum gevestigd is, bevindt zich in de Demetrova, destijds de Blatna (Modder) en Kazališna (Theater) straat genaamd. Sinds het jaar 2000 is hier 's zomers ook het theater- en muziekpodium Amadeo gehuisvest.
Amadeo's theater was een openbaar theater, dat door zijn eigenaar werd verhuurd, aan de theatergroep met het hoogste bod. Voor voorstellingen werden posters, toegangskaaten, advertenties an reclames gedrukt. Gebaseerd op deze feiten wordt Amadeo's theater als het eerste openbare theater in Zagreb beschouwd.

## De taal van de voorstellingen
De meeste opvoeringen in Amadeo's theater waren in het Duits, met een kleiner aantal in het Latijn. In 1832 en 1833 voerden Duitse acteurs de eerste publieke en professionele voorstellingen in het Kroatische Kajkavische dialect op. Dragutin Rakovac (1813-1854) vertaalde twee komedies van Kotzebue naar het Kajkavisch. Josef Schweigert, een regisseur en acteur van een Duitse groep die optrad in het theater, speelde in de volgende voorstellingen:  
- 2 oktober 1832 Ztari mladosenja i kosharice (door Kotzebue)
- 18 januari 1833 Vkanjeni Vkanitel (door Florijan)
- 23 juli 1833 Ztari zaszebni kuchish Petra III (door Kotzebue)

Alle drie de voorstellingen werden gespeeld door Duitse acteurs, die niet gewend waren aan het Kroatische Kajkavische dialect. Op de posters voor de laatste voorstelling werd vermeld hoe hun "grote vlijt" alle taalbarrières zou doorbreken.

## Repertoire
Het uitgebreide Duitse repertoire was kenmerkend voor de destijds  Oostenrijkse gewesten: drama, opera, ballet en Singspiel, een speciaal soort lichtere voorstellingen met zang, dat zich later ontwikkelde tot operette. In het begin van de 19de eeuw verschenen steeds meer librettisten uit Weense kringen, die met hun werken het Weense volkstheater hebben beïnvloed. Zonder hen zou het ontstaan van het Kroatische volkstheater ondenkbaar zijn geweest.
In de nationale theatergeschiedenis speelde Amadeo's theater vooral een educatieve rol.